# Мечеть хана Узбека
Мечеть Хана Узбека (крымскотат. Özbek Han camisi, Озьбек Хан джамиси) — архитектурный памятник в городе Старый Крым, в Крыму. Является старейшей из мечетей полуострова. Построен в стиле татарской архитектуры.

## История
В XIII−XIV веках город Кырым, или Солхат (сегодня — Старый Крым), был центром юрта (административной единицы) Золотой орды. По нему Крымом стали называть весь полуостров. Это был богатый торговый город, управляемый и частично населённый мусульманами, с большим количеством жителей-христиан — армян, греков, и итальянцев, богатевший на транзите восточных товаров из генуэзских портов — Кафы и Солдайи — на Русь, в Европу, и обратно.
В 1314 году, в начале правления хана Золотой орды Узбека, в Солхате была заложена мечеть, которая, как сообщает надпись на портале, была построена по повелению Мухаммеда Узбек хана строителем (архитектором?) Абдул-Азизом ибн Ибраим эль-Эрбели [9, c. 254], родом из Ирака.
Медресе было построено в 1332-33 году по инициативе и на средства богатой жительницы города Инджибек-хатун, которая была похоронена в 1371 году тут же на территории в одной из учёных комнат, перестроенных в мавзолей (дюрбе). Медресе на сегодняшний день представляет собой законсервированные руины, защищённые от осадков защитным навесом.
В конце XIV – начале XV века мечеть была перенесена к стене медресе, портал от старой мечети сохранился во вторичном использовании. Мечеть была отреставрирована в 1984-85 годах.
Форма мечети простая, прямоугольная, крыша двухскатная. Минарет один, встроен в северо-восточный угол здания. Портал и михраб украшены резьбой и надписями, в которых зафиксирована дата строительства, имя строителя и коранические тексты. Мечеть действующая, но регулярно посещается туристами.

## Галерея

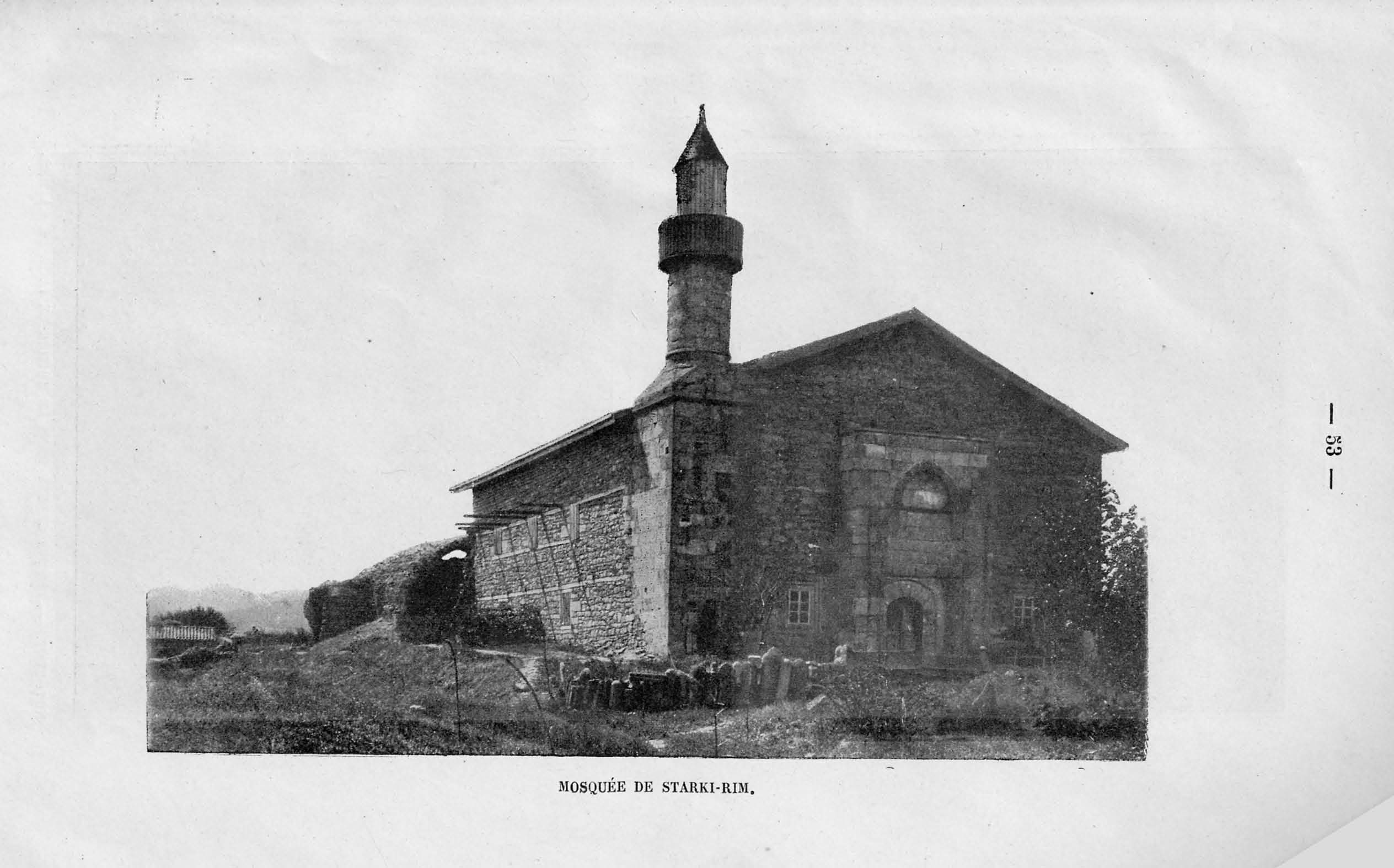
Мечеть в 1906 году, фотография Жозефа де Бая
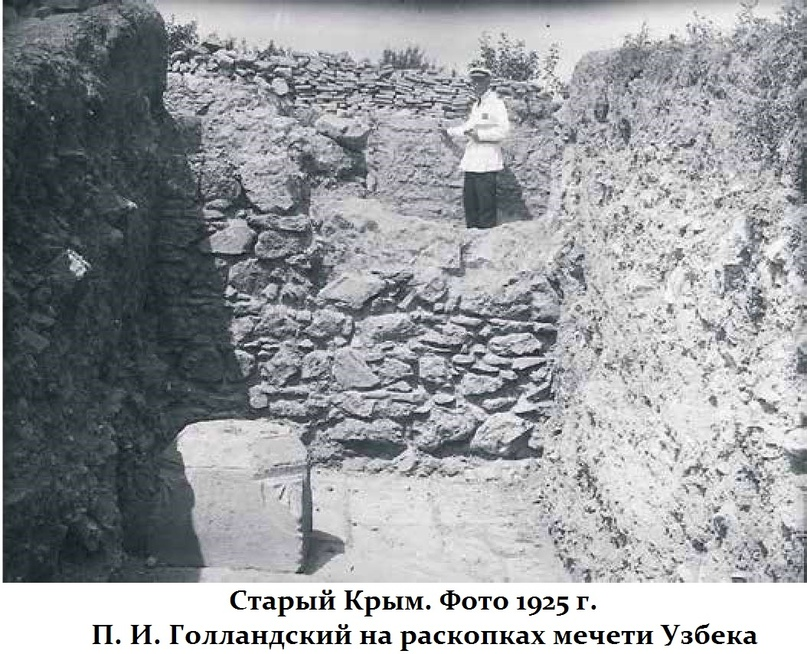
П. И. Голландский на археологических раскопках мечети Узбека в 1925 году
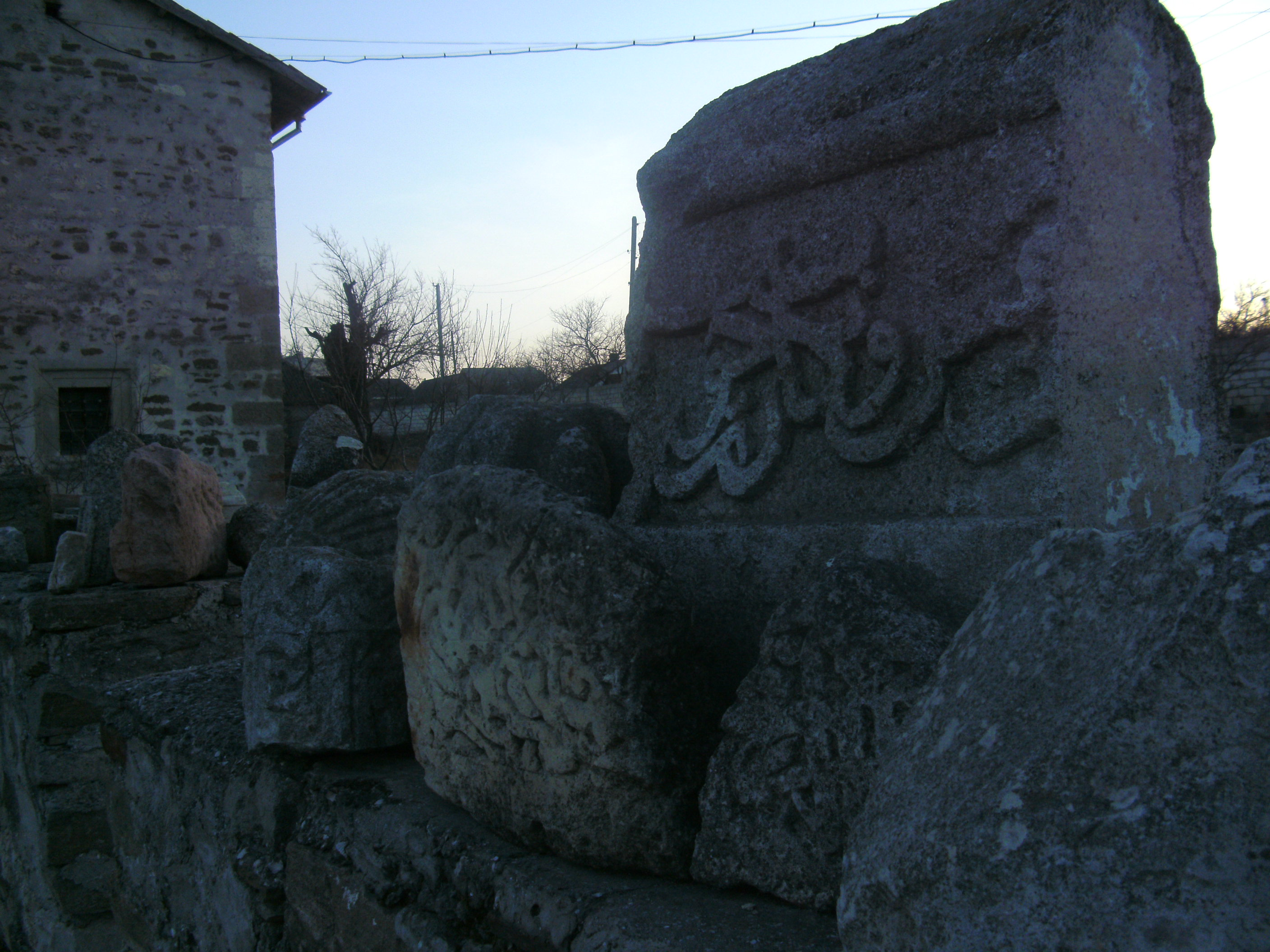
Надгробия и фрагменты каменного декора, сложенные перед входом в мечеть.
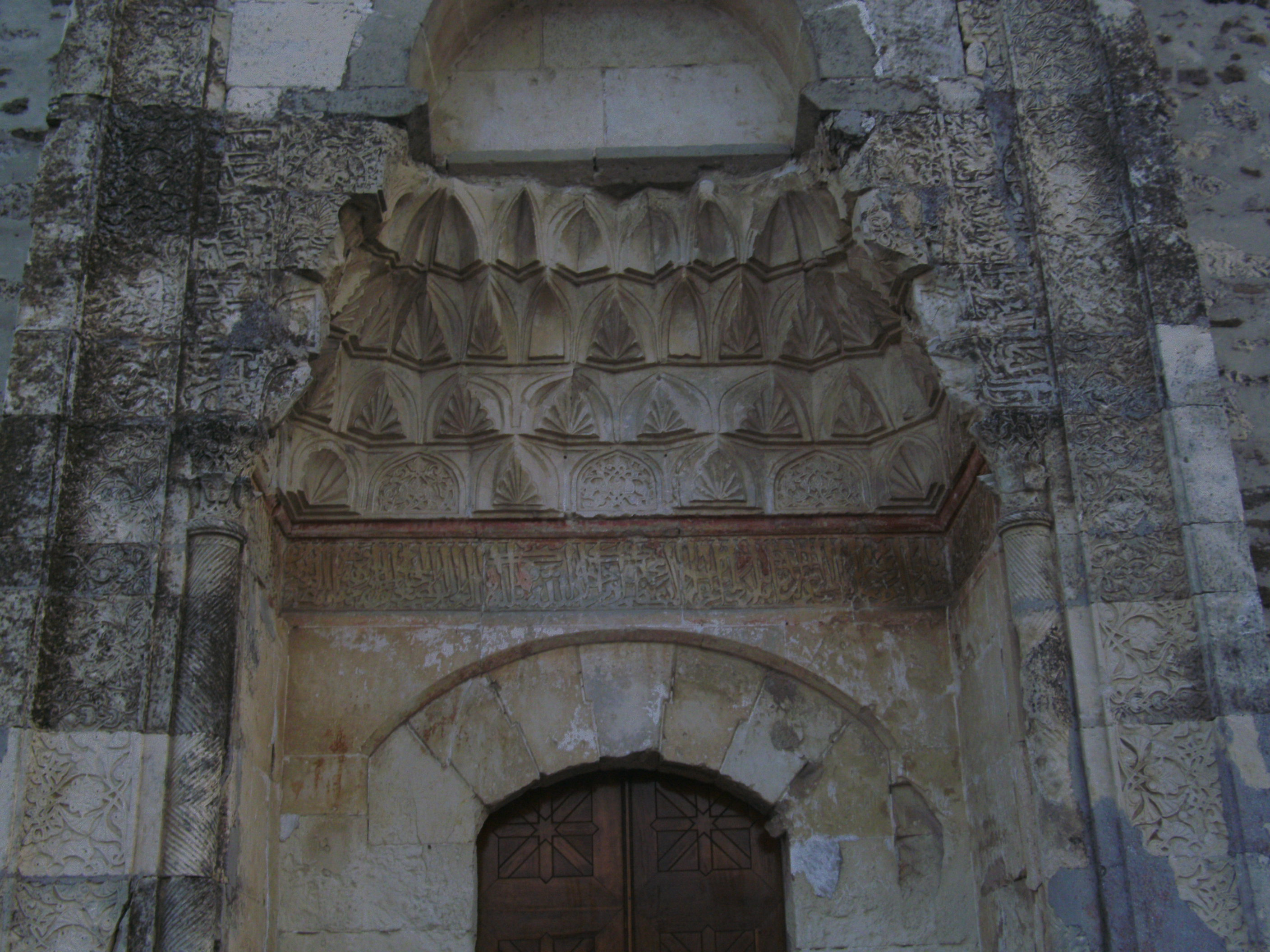
Резьба над входом в мечеть.
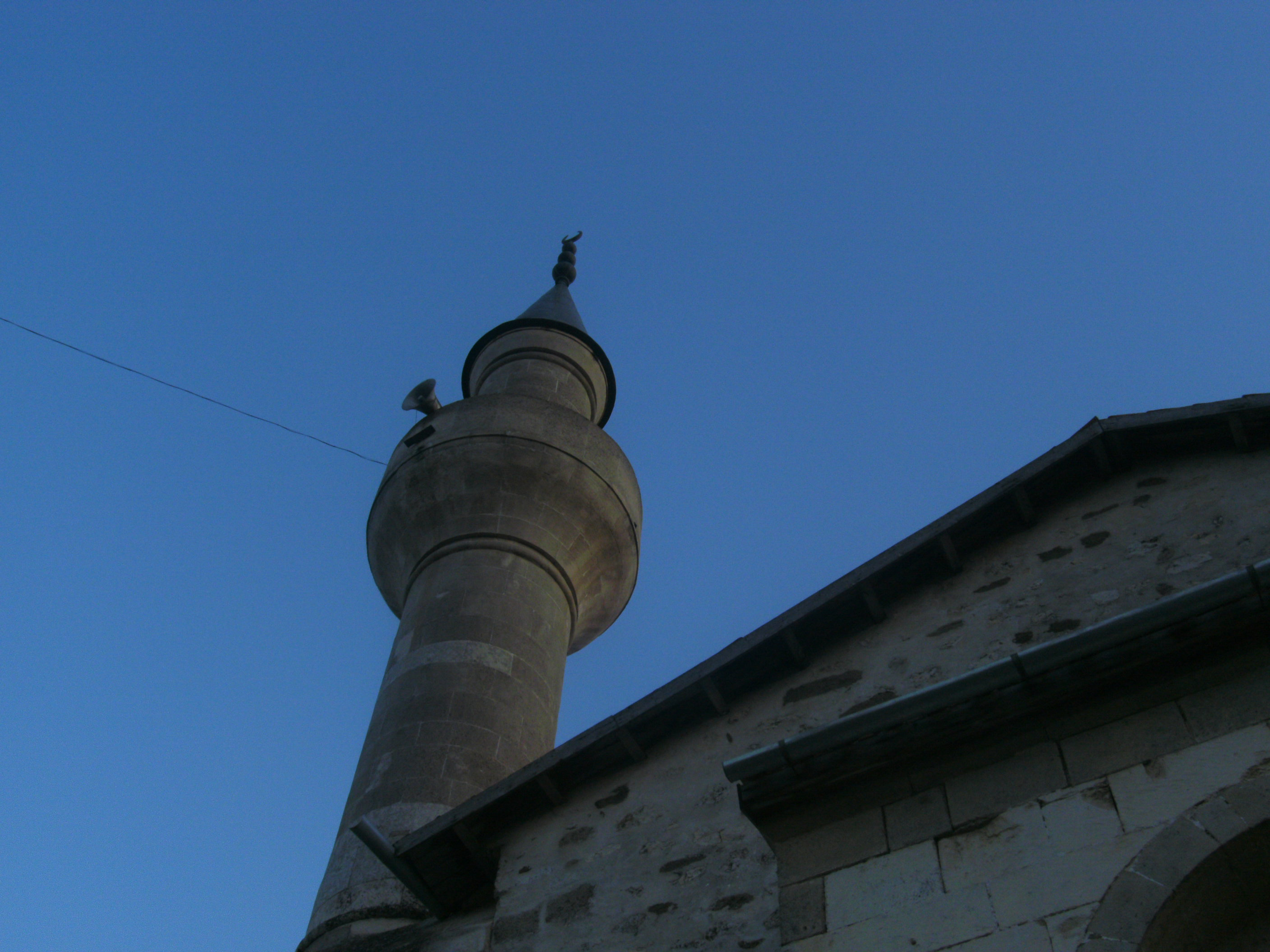
Минарет.
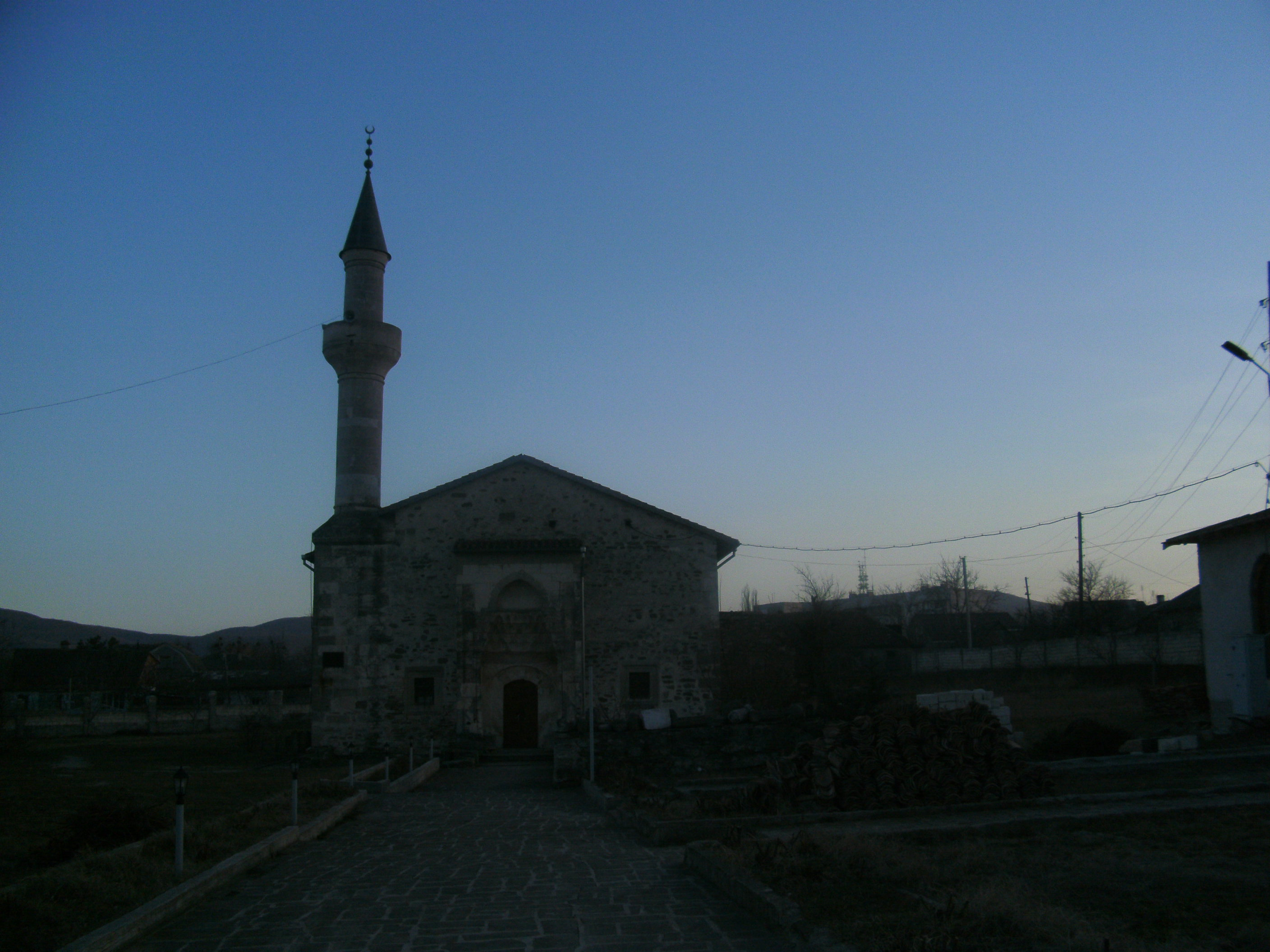
Общий вид мечети.
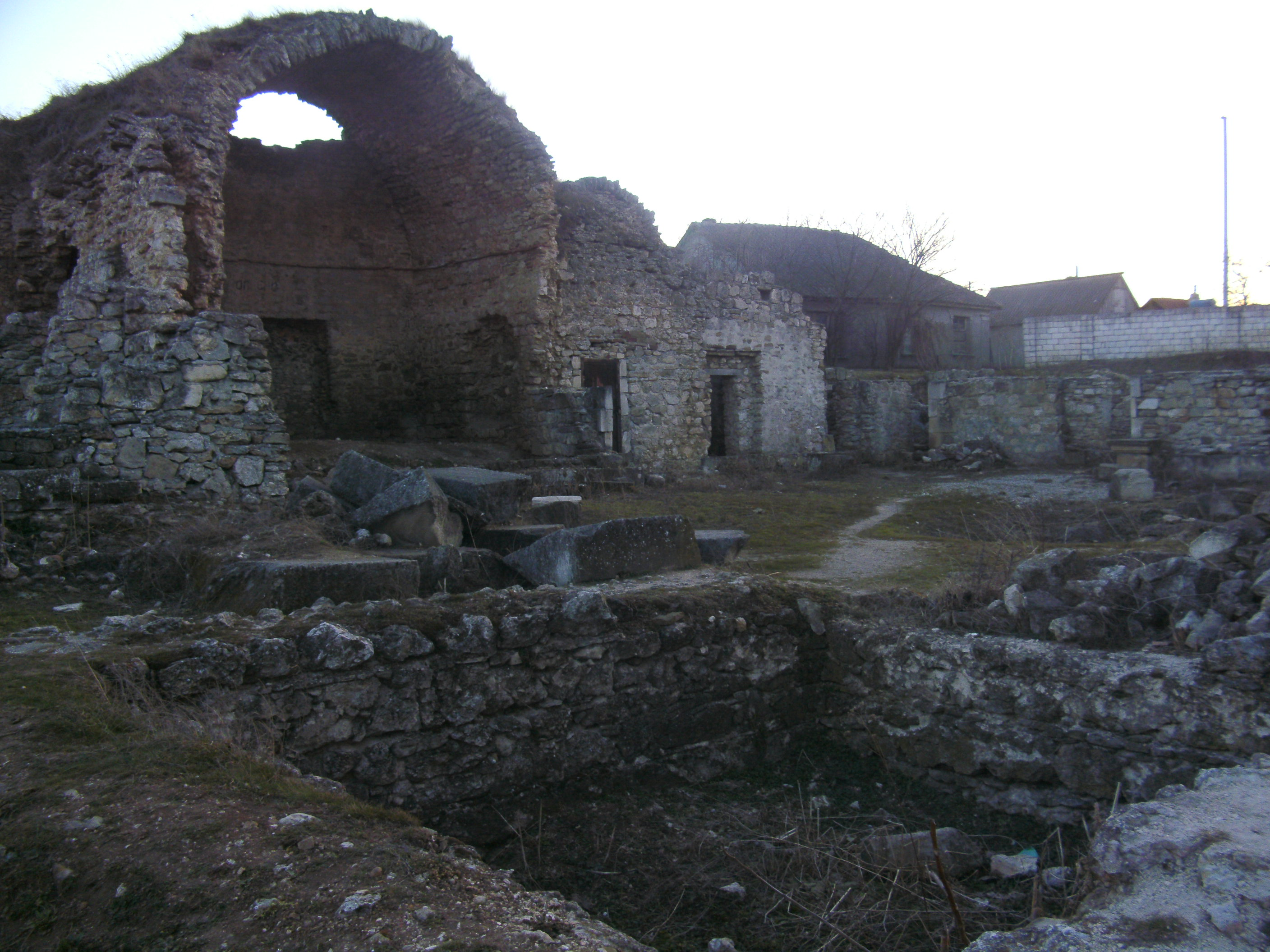
Руины медресе позади мечети.
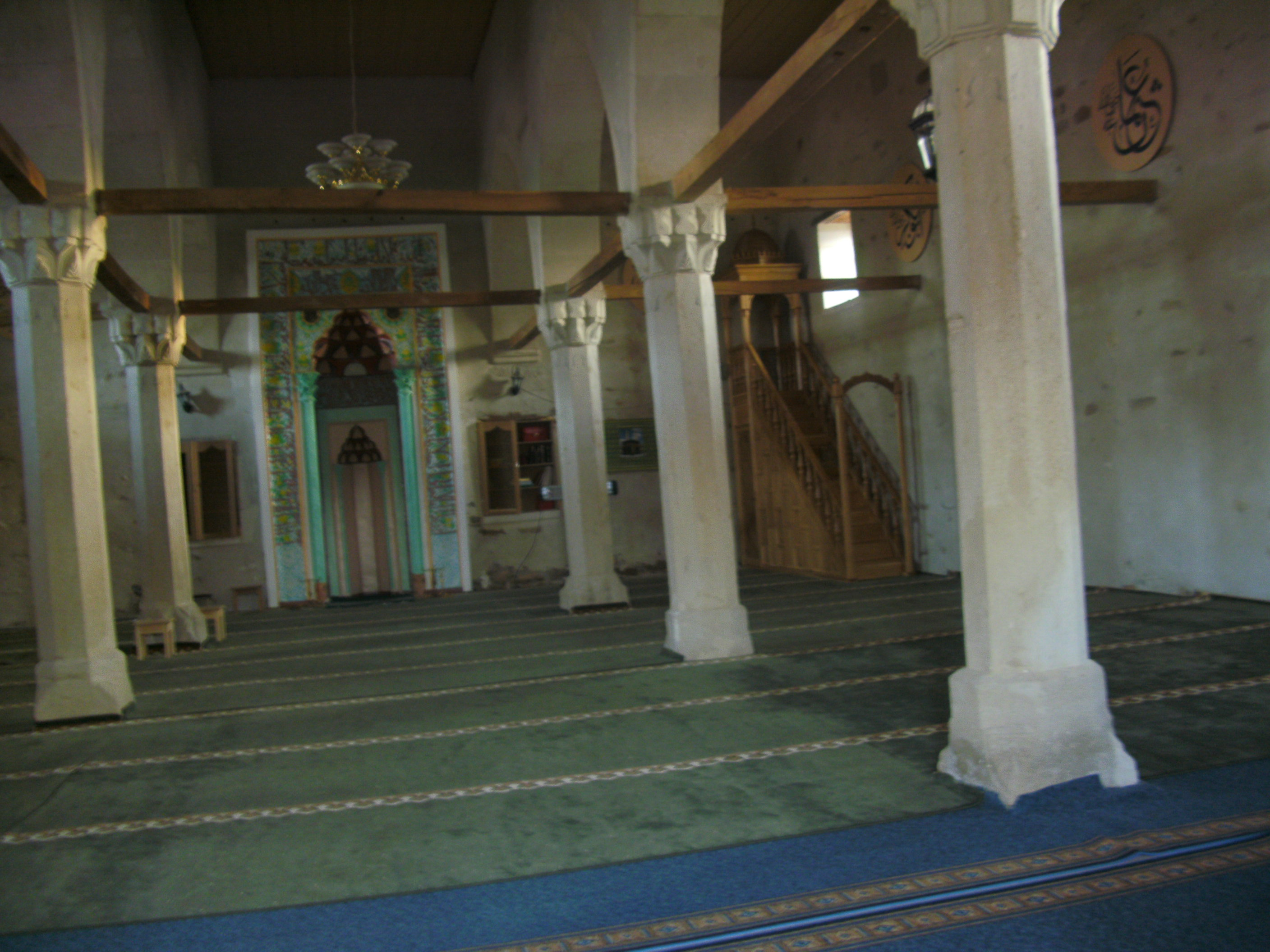
Внутренний вид.